# سرو وولکانیکو
سرو وولکانیکو (به اسپانیایی: Cerro Volcánico) یک کوه در آرژانتین است که در استان ریو نگرو، آرژانتین واقع شده‌است. سرو وولکانیکو ۱٬۹۳۰ متر بالاتر از سطح دریا واقع شده‌است.